# يوتا هاشيمورا
يوتا هاشيمورا (باليابانية: 橋村 祐太) (10 سبتمبر 1991 في سيتاغايا في اليابان – )؛ هو لاعب كرة قدم ياباني سابق كان يلعب كلاعب وسط.

## وصلات خارجية
- يوتا هاشيمورا على موقع رابطة كرة القدم اليابانية للمحترفين (اليابانية)
- يوتا هاشيمورا على موقع Soccerway.com (الإنجليزية)